# Съдбата на човека (разказ)
Вижте пояснителната страница за други значения на Съдбата на човека.
„Съдбата на човека“ е разказ, написан от руския писател Михаил Шолохов през 1956 г.  Някои определят произведението като „разказ-епопея“, защото съдържанието му е богато „колкото на цял роман, с обхват в пълния смисъл на думата епичен“.
Написан е с класическа простота на маниера, с дълбок психологизъм и вълнуваща лиричност. На български е преведен от поета Атанас Далчев.

## Сюжет
Андрей Соколов има късмет да оцелее от глада в Поволжието през 1922 г., когато умират всичките му близки, защото по случайност не е в родния си край. Създава чудесно семейство, живеят като обикновените хора от народа, работи в завод и като шофьор на камион. С избухването на Великата отечествена война трябва да замине на фронта и да се раздели със семейството си. В първите месеци на войната той е ранен и заловен от нацистите. В плен Андрей изпитва ужасите на концентрационните лагери, сблъска се и с предателство, и с благородство. Поради смелостта, която проявява пред началника на лагер, когато отказва да пие с него за победата на немското оръжие, той избягва екзекуцията си. По-късно успява да избяга от нацистите.
В родината разбира, че съпругата му Ирина и двете им дъщери са били убити по време на бомбардировка. След кратка ваканция-поклонение в родния си град, неспособен да остане повече там, Соколов веднага се връща на фронта. Установява се, че синът му Анатолий, единственият роднина, който все още има, е станал офицер в армията. Точно на 9 май, в Деня на победата, когато и двамата са съвсем близо един до друг, пред Берлин, синът е убит. Опустошеният Андрей Соколов не се връща в града си, отива другаде. Среща малко бездомно момче на име Ваня, което е останало пълно сираче и дори не знае откъде е. Казва на момчето, че е негов баща, и това дава надежда на двамата за нов живот.

## История на творбата
Сюжетът на историята е базиран на реални събития. През пролетта на 1946 г., докато Шолохов е на лов, той среща мъж с малко детенце, който му разказва тази история. Шолохов е поразен и казва: „Ще напиша разказ за това, непременно ще го направя“. Десет години по-късно, след като прочита няколко разказа на Хемингуей и Ремарк, Шолохов пише „Съдбата на човека“ за седем дни. Публикуван е за пръв път в броевете на вестник „Правда“ от 31 декември 1956 и 1 януари 1957 г.

## Филмова и оперна адаптация
През 1959 г. историята е екранизирана от Сергей Бондарчук, който играе главната роля. Филмът „Съдбата на човека“ е удостоен с главната награда на Московския филмов фестивал през 1959 г.
Също през 1959 г. композиторът Иван Дзержински създава опера по разказа на Шолохов. Премиерата ѝ е през 1961 г.